# Gračac Slavetićki
 Gračac Slavetićki  falu Horvátországban, Zágráb megyében. Közigazgatásilag Jasztrebarszkához tartozik.

## Fekvése
Zágrábtól 37 km-re délnyugatra, községközpontjától 12 km-re északnyugatra a Plešivica-hegység területén fekszik. A slavetići plébániához tartozik.

## Története
A falunak 1857-ben 57, 1910-ben 89 lakosa volt. Trianon előtt Zágráb vármegye Jaskai járásához tartozott. 2001-ben 12 lakosa volt. 

## Lakosság
| Lakosság változása | Lakosság változása | Lakosság változása | Lakosság változása | Lakosság változása | Lakosság változása | Lakosság változása | Lakosság változása | Lakosság változása | Lakosság változása | Lakosság változása | Lakosság változása | Lakosság változása | Lakosság változása | Lakosság változása |
| ------------------ | ------------------ | ------------------ | ------------------ | ------------------ | ------------------ | ------------------ | ------------------ | ------------------ | ------------------ | ------------------ | ------------------ | ------------------ | ------------------ | ------------------ |
| 1857               | 1869               | 1880               | 1890               | 1900               | 1910               | 1921               | 1931               | 1948               | 1953               | 1961               | 1971               | 1981               | 1991               | 2001               |
| 57                 | 50                 | 73                 | 94                 | 107                | 89                 | 79                 | 97                 | 73                 | 84                 | 77                 | 42                 | 24                 | 27                 | 12                 |

## Külső hivatkozások
Jasztrebaszka város hivatalos oldala